# Olga Sidorowa
Olga Aleksiejewna Szarkowa-Sidorowa (ros. Ольга Алексеевна Шаркова-Сидорова, ur. 5 maja 1968 w Samarze) – rosyjska florecistka reprezentująca też ZSRR, dwukrotna medalistka mistrzostw świata.
Podczas mistrzostw świata w Lyonie w 1990 roku reprezentantki ZSRR w składzie: Olga Wieliczko, Tatjana Sadowska, Jelena Griszyna i Olga Sidorowa zdobyły srebrny medal w turnieju drużynowym. W tej samej konkurencji zdobyła także srebrny medal na mistrzostwach świata w Budapeszcie (1991). Była też między innymi dwunasta w rywalizacji indywidualnej na MŚ 1990.
Wystartowała na igrzyskach olimpijskich w Atlancie w 1996 roku, gdzie zajęła 20. miejsce, a drużynowo była szósta. Na rozgrywanych cztery lata później igrzyskach olimpijskich w Sydney indywidualnie zajęła 28. miejsce, a w zawodach drużynowych zajęła piąte miejsce.
Ponadto zdobyła drużynowo złoty medal na mistrzostwach Europy w Funchal w 2000 roku. W latach 1990 i 1994 zdobywała indywidualne mistrzostwo kraju.